# Le nuove comiche
Le nuove comiche è un film italiano del 1994 diretto da Neri Parenti.

## Trama

### Prologo
Su un televisore viene mostrata una scena in cui gli amici Renato e Paolo hanno il compito di trasportare un pianoforte su una scalinata (scena ispirata al film con Stanlio e Ollio del 1932 intitolato La scala musicale): nello stesso negozio di articoli elettronici appare un criminale armato di pistola, con l'intento di compiere una rapina; i due riescono a spingere il televisore fino a colpire il criminale mettendolo KO, per poi uscire nel mondo reale e fuggire.

### Elettricisti
A teatro è in corso una rappresentazione del balletto Romeo e Giulietta di Prokofiev, ma ci sono dei problemi di corrente elettrica: straziato, il Maestro chiama allora i due elettricisti Renato e Paolo. I due però combinano solo guai, distruggendo anche alcuni strumenti e finendo così per rovinare lo spettacolo. Nonostante ciò, alla fine dello spettacolo il pubblico applaude soddisfatto, anche quando gli attori finiscono "inceneriti".

### Campeggio
Renato e Paolo vanno in campeggio a bordo di una barca a vela e trainando una Citroën Dyane, rimasta senza benzina. Al lago vedono una ragazza, Ramona, che rischia di affogare e le salvano la vita: lei spiega che aveva appena avuto una lite con il suo fidanzato e quindi aveva deciso di scappare. I due si innamorano di lei, rivaleggiano anche mettendosi i bastoni fra le ruote, ma alla fine la ragazza si riconcilia con il fidanzato e ci scambia un rapporto sessuale, Paolo e Renato sentono e credendo l'uno che la ragazza stia facendo sesso con l'altro tentano invano e comicamente di suicidarsi. 

### Guardie del corpo
Renato e Paolo sono assunti come guardie del corpo del giudice Achille Parenti, minacciato di morte da due ergastolani mafiosi evasi di prigione. Parenti, che ha sempre rifiutato una scorta sostenendo di non averne bisogno, inizialmente rifiuta l'aiuto dei due, che però insistono nel fare il proprio dovere, combinando come al solito solo guai, tanto che il magistrato comincia a sentirsi in pericolo a causa della loro presenza. Una notte il giudice viene rapito insieme alla moglie dai due evasi e rischia di saltare in aria con la dinamite. Renato e Paolo, mandati via da Parenti, per puro caso ritornano e riescono a tagliare il filo dell'innesco, fanno arrestare i criminali e salvano il giudice e la moglie che li ringraziano, ma, appena rientrati in casa saltano in aria per l'esplosione della dinamite, a causa di Paolo che si siede sul detonatore usato dai banditi.

### Bimbo smarrito
Renato vuole interrompere l'amicizia con Paolo ed andarsene, ma mentre Renato sta facendo i bagagli, Paolo va ad aprire la porta della casa galleggiante sulle rive del Tevere, dove vivono, trovando davanti una carrozzina con un bambino. A questo punto, messo alle strette dall'amico, Renato cambia idea e decide di rimanere, anche se all'inizio vorrebbero sbarazzarsi del pupo, in quanto maldestri e imbranati: alla fine però tutti due si convincono nel tenerlo, pur non sapendo bene come prendersene cura. I genitori del bambino, che avevano accidentalmente perso il figlio dopo un litigio, mandano annunci televisivi che convincono Renato e Paolo, diventati nel frattempo genitori provetti, a restituire il piccolo Corrado ai legittimi genitori.

### Epilogo
Renato e Paolo si rendono conto di tutti i guai che hanno commesso in passato e decidono di traslocare lontano da tutti e da tutto, andando a vivere in un faro. Riescono faticosamente a leggere un libro grazie alla luce ruotante del faro ma dopo un po' vogliono dormire e spengono così la luce. Dopo alcuni secondi si sente la sirena di una nave che sfonda il faro.

## Riferimenti
Molti sketch degli episodi sono tratti dalle comiche di Stanlio e Ollio: ad esempio la scena iniziale dei due che portano il pianoforte per le scale (da La scala musicale), la canzoncina A zonzo (Guardo gli asini che volano nel ciel) ricavata da I diavoli volanti, la scena finale delle due guardie del corpo deriva dalle sequenze finali di Allegri gemelli, e l'intero soggetto dell'episodio col bambino è tratto da Un'idea geniale.